# Імператорсько-королівські інженерні війська (Австро-Угорщина)

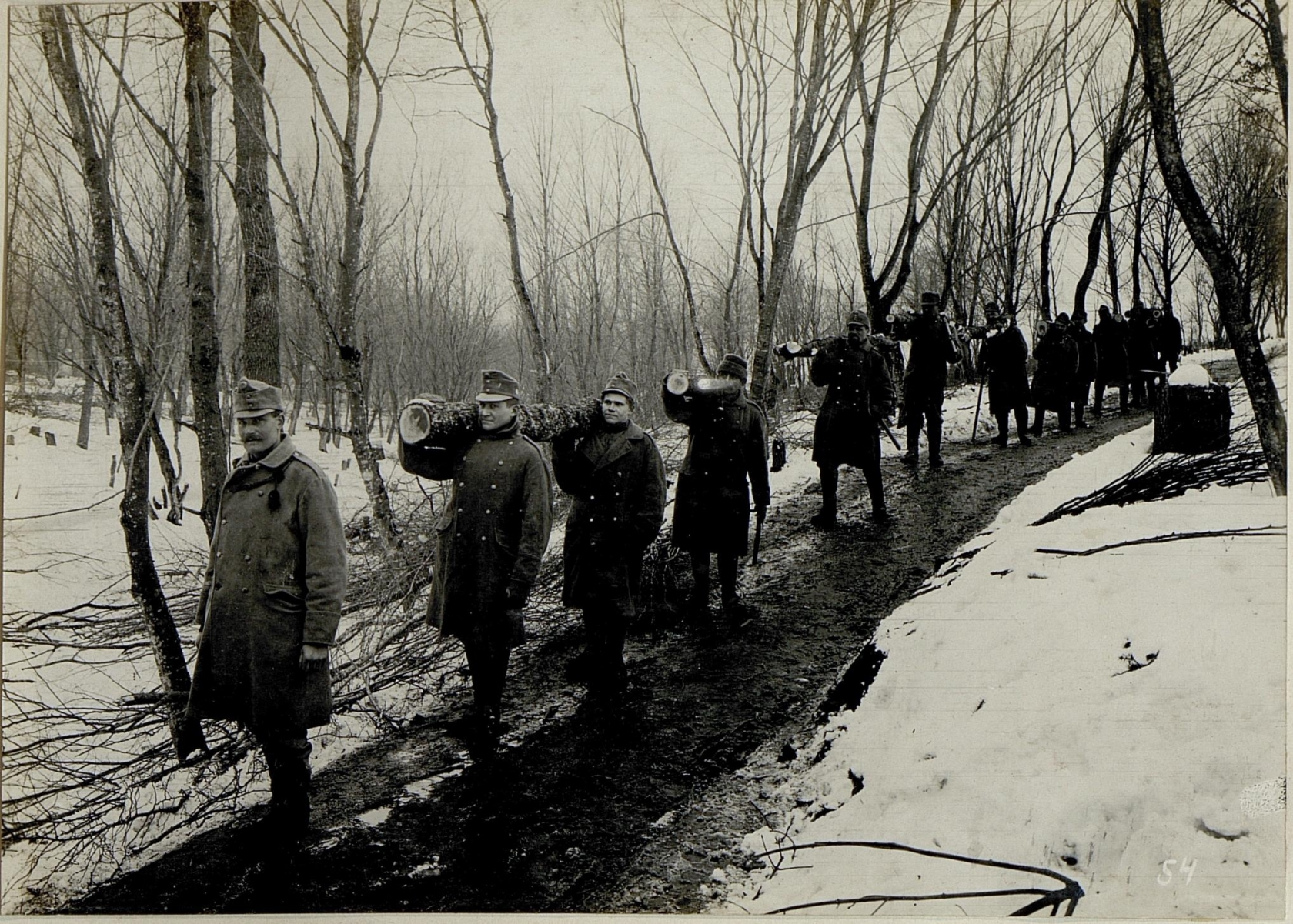
Піонери за роботою, Бурканів (Тернопільщина), 1915 р.

Імператорсько-королівські інженерні війська або Імператорсько-королівські піонери (нім. Kaiserlich und königlich Pioniere) ― спеціалізовані підрозділи Сухопутних військ Збройних сил Австро-Угорщини, виконували завдання з інженерного забезпечення армії: будівництво мостів і укріплень, прокладання шляхів, фортифікація, саперні роботи, мінування та розмінування тощо.

## Історія

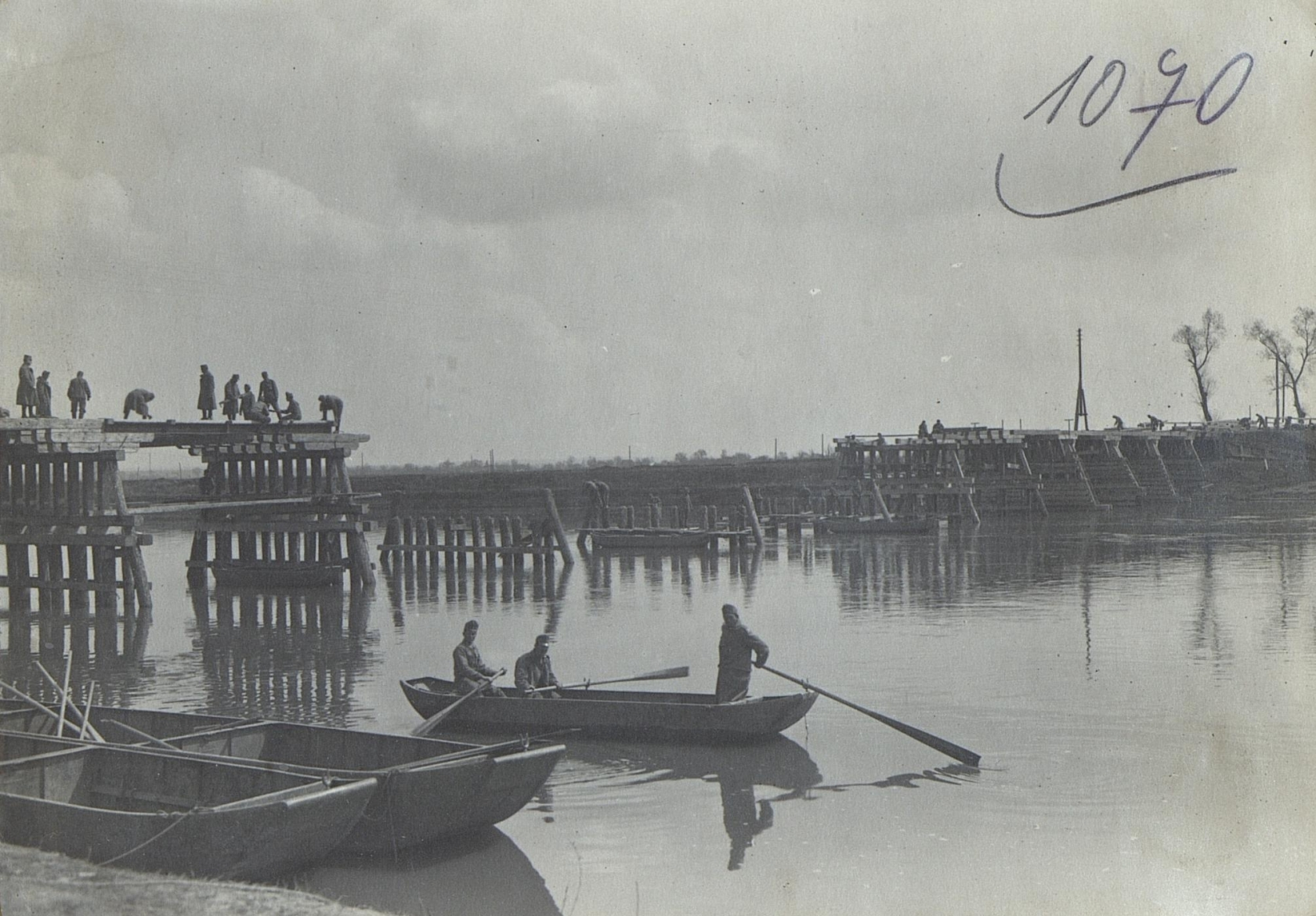
Піонери ремонтують автомобільний міст біля Мартинува після льодоходу, 1917 рік.

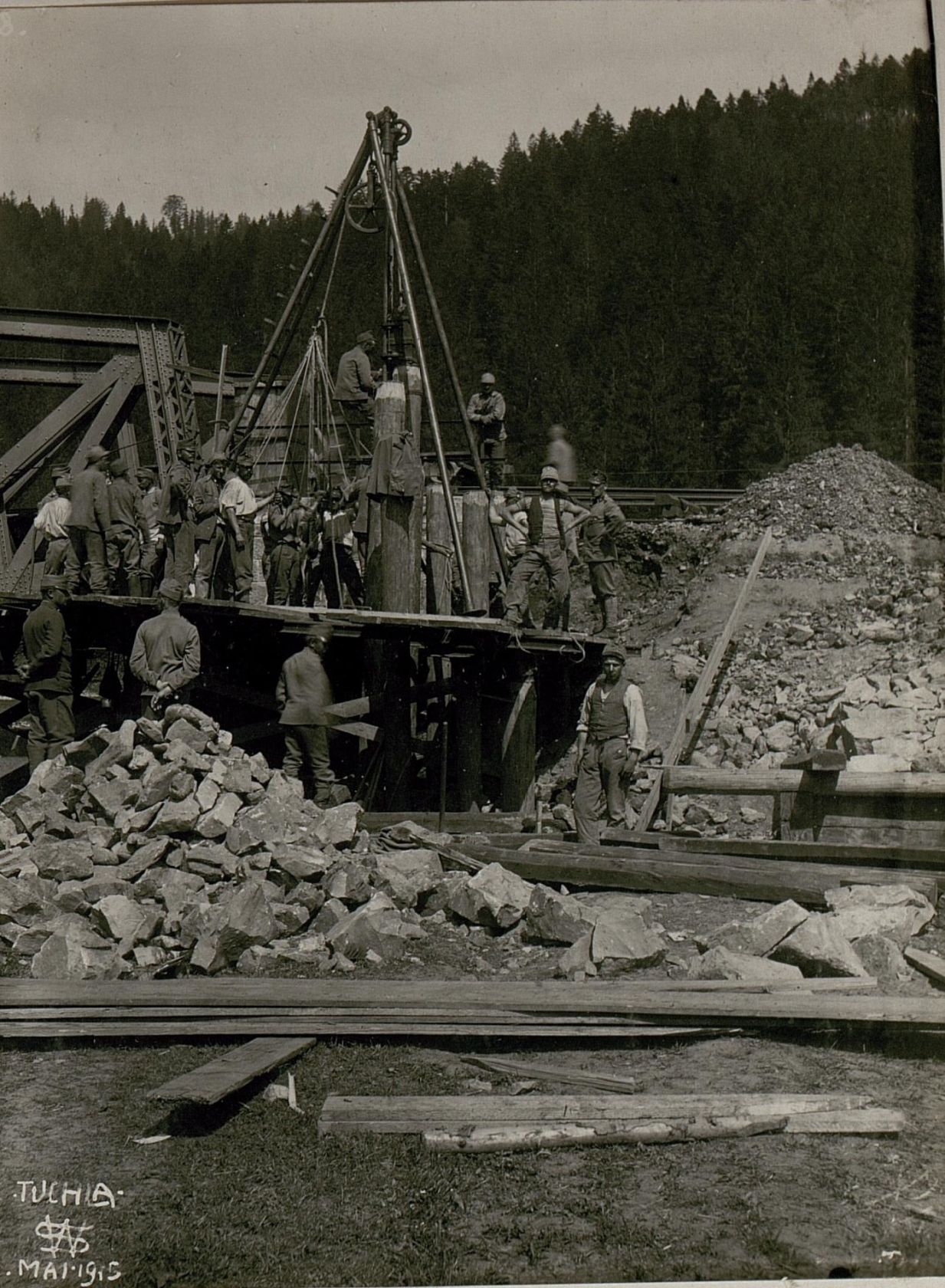
Будівництво тимчасового мосту біля села Тухля (Галичина), 1915 р.

Піонерний корпус Спільної армії був створений у 1893 році шляхом злиття створеного в 1867 році піонерного полку (нім. Pionieregiments) та двох інженерних полків, сформованих в 1851 році. Однак витоки військ сягають XVIII століття. З 1758 по 1801 рік піонери формувалися лише під час війни. У 1805 році був створений піонерський корпус у складі трьох батальйонів, який наступного року був розформований і реорганізований у піонерну дивізію в 1806 році. У 1843 році понтонний батальйон, створений у 1767 році, був включений до піонерів.
1 лютого 1867 року інженерні підрозділи входили в склад Імператорського піонерського полку (нім. k.k. Pionierregiment), а після Австро-угорського компромісу, від 15 березня 1867 р. як Імператорсько-королівський піонерський полк (нім. k.u.k. Pionierregiment).
З іншого боку, інженерний корпус (нім. Genietruppe) утворився з Корпусу мінувальників, заснованого в 1716 році і спочатку підпорядкованого артилерії, і Корпусу саперів, заснованого в 1760 році. У 1772 році мінери були об'єднані з інженерно-саперним корпусом, а в 1851 році з цієї сили було створено два інженерних полки. Чотири роки по тому два полки стали самостійними інженерними батальйонами з 1 по 12, які проіснували до 1860 року. У 1860 році батальйони були розформовані і знову сформовано два полки. З 1862 по 1893 рік імператор Франц Йосиф I був командиром полку 1-го інженерного полку, тоді як у той же період ерцгерцог Леопольд Австрійський був командиром полку 2-го інженерного полку.
Ґрунтуючись на досвіді останніх позаєвропейських воєн, а також на швидкому прогресі військової техніки, особливо артилерії, Військове міністерство Австро-Угорщини вирішило реформувати піонерський корпус. В 1912 р., попередні 15 батальйонів було перетворено на 14 саперних батальйонів і 8 піонерних батальйонів, а також створено додатковий кадровий підрозділ для будівництва мостів і мінування. Єдиним варіантом, який залишався для піонерів, було будівництво військових мостів (включаючи наплавні мости як напівпостійні) і тимчасових мостів з використанням мостобудівної техніки, переправ (поромна переправа на річках) усіх видів та підтримки залізничних полків під час будівництва залізничних мостів. Під час Першої світової війни до їх обов'язків додалися групи бурових робіт, які мали значний вплив на хід війни, видобуваючи корисні копалини в Малому Лагазуї, Коль-ді-Лані та Монте-Пасубіо.
Вже в перший рік свого існування саперів залучали для реагування на повені. У 1913 році загони 1-го, 7-го, 10-го, 11-го, 12-го і 13-го батальйонів допомагали у подоланні лиха населенню Угорщини, Хорватії, Галичини та Боснії.

За час служби 11 військовослужбовців було нагороджено Командорським хрестом Військового ордену Марії Терезії, 43 ― Лицарським хрестом Військового ордену Марії Терезії. Генерал-фельдмаршал союзної німецької армії Август фон Макензен, щоб відзначити ключову роль австро-угорських піонерів в Першій світовій війні, заявляв:
«Переправи через Дунай у Белграді та Свиштова під час Великої війни є одними з найважливіших річкових переправ усіх часів. Австро-угорські піонери здобули за це нев'янучі лаври».
У мирний час усі піонерні батальйони підпорядковувалися 121-й піхотній бригаді XIV армійського корпусу.

## Завдання
Піонерам раніше доручалися всі роботи в польовій і фортечній війні, як на воді, так і на суші.
У 1893 році Військове міністерство Австро-Угорщини видало положення, в яких найточніше було визначено завдання існуючих на той час 15 піонерних батальйонів:
- Будівництво військових мостів та ремонт аварійних мостів;
- Зведення і здійснення понтонних переправ;
- Побудова фортифікацій і інша технічна підготовка укріплень, позицій і полів бою;
- Будівництво та руйнування шляхів і доріг, руйнування мостів і залізниць, участь у будівництві залізниць;
- Участь в обороні і наступі укріплених місць, особливо в наступі з метою подолання перешкод і негайного укріплення захопленого об'єкта або ділянки місцевості;
- Робота, пов'язана зі встановленням табору, облогою або обороною укріплених місць;
- мінно-вибухові роботи;
- Більш важливі технічні роботи, які відбуваються в таборі, під час таборування і на марші.

Реформовані в 1912 році саперні батальйони стали новою бойовою силою, в порівнянні з попереднім піонерським корпусом. Свого часу піонерські війська були здебільшого резервним підрозділом, в якому з'являлася необхідність, коли певній групі армії потрібно було розгорнутись. Саперні ж батальйони вже були приписані до корпусу як регулярні частини і повинні брати участь у передовій смузі наступальних дій. Тут ставилося завдання звільнити шлях військам шляхом наведення аварійних мостів і переходів, усунення загороджень і, при необхідності, будівництва польових укріплень. Навіть, якщо так звана водна служба (наплавні мости) не була завданням саперних військ, вони повинні були вміти відігравати певну роль у цій сфері. Незважаючи на те, що експлуатація військового мостового матеріалу та наплавних переправних засобів була закріплена за інженерними військами, будівництво аварійних мостів і так званих залізничних тимчасових споруд (будівництво тимчасового залізничного мосту шляхом ремонту підірваних залізничних мостів) входило в зону відповідальності саперів, оскільки залізничники часто не могли це зробити (через брак кадрових ресурсів). Офіцери повинні були не тільки добре знати всі галузі інженерної справи (щоб досягти штабної офіцерської групи, вони повинні були мати диплом інженера) і їх практичне застосування у військовій техніці, але також талант до імпровізації та швидкість розуміння були необхідні для офіцера-сапера.

## Структура
У мирний час до складу піонерного батальйону входили:
- Штаб батальйону (4 офіцери, 9 солдат):
  - Офіцер штабу на посаді командира батальйону
  - 1 батальйонний ад'ютант (підстаршина),
  - 1 полковий або старший лікар,
  - 1 бухгалтер (старший),
  - 1 штабс-командант,
  - 1 батальйонний хорунжий (єфрейтор),
  - 1 зброяр,
  - 1 бухгалтерський помічник (капрал),
  - 4 офіцерські обслуги.
- 7 рот (28 офіцерів, 553 унтерофіцерів і рядових):
  - 7 гауптманів, 21 молодший офіцер, 2 кадети або фенрихи, 12 фельдфебелів, 7 облікових сержантів, 20 цугсфюрерів, 42 капрали, 30 єфрейторів, 157 старших інженерів, 250 молодших інженерів, 5 хорунжих, 28 помічників.

## Склад
Станом на 1914 рік піонерський корпус складався з:
- 2-й піонерський батальйон;
- 3-й піонерський батальйон;
- 4-й піонерський батальйон;
- 5-й піонерський батальйон;
- 7-й піонерський батальйон;
- 8-й піонерський батальйон;
- 9-й піонерський батальйон;
- 10-й піонерський батальйон;
- 15-й піонерський батальйон;

## Екіпірування та техніка
З Положення Військового міністерства 1893 року система піонерського спорядження була реорганізована і приєднана до піонерського корпусу. Його завданням було виготовлення та заготівля всіх необхідних для піонерської та (згодом) саперної служби матеріалів. Це були матеріали для військових мостів, вибухівка та детонатори, інструменти, реквізит, прилади та спеціальне обладнання. Крім того, відповідні установи відповідали за належне зберігання, управління та ремонт наявних запасів і обладнання.
Місце розташування обладнань поділялося на центральне (в Клостернойбурзі) і додаткове (склади у Відні і Веллерсдорфі).
Особовий склад відділу піонерної техніки складався з офіцерів піонерного корпусу, згодом і саперів, технічних працівників відділу піонерної техніки та бригади піонерної техніки.

## Однострій та символіка
Парадна уніформа піонерських військ складася з: головного убору (шако), сірого мундиру зі зеленими манжетами та срібними гладкими гудзиками, сірих штанів зі зеленими лампасами.

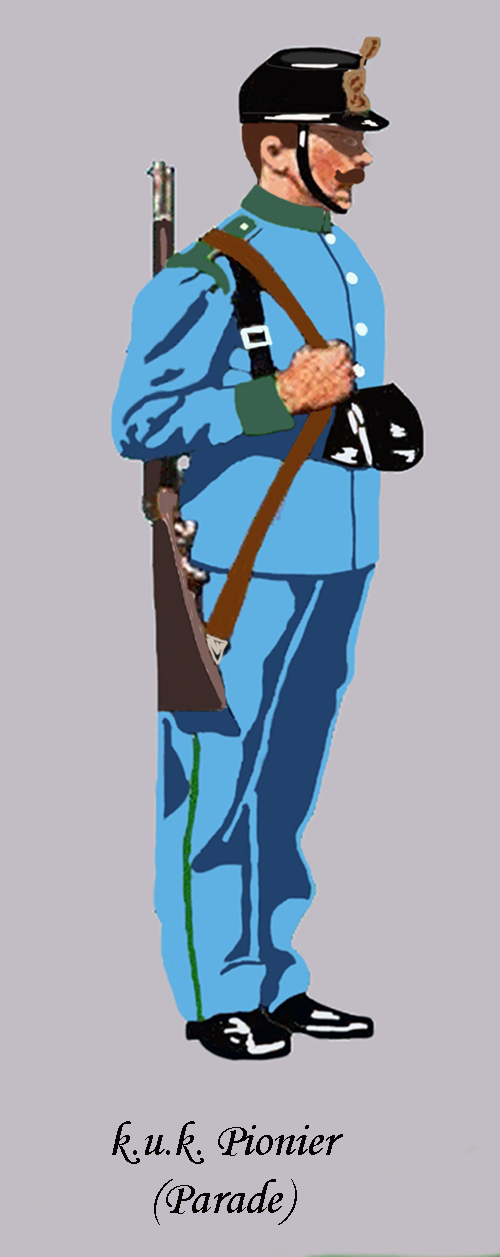
Піонер в парадній уніформі
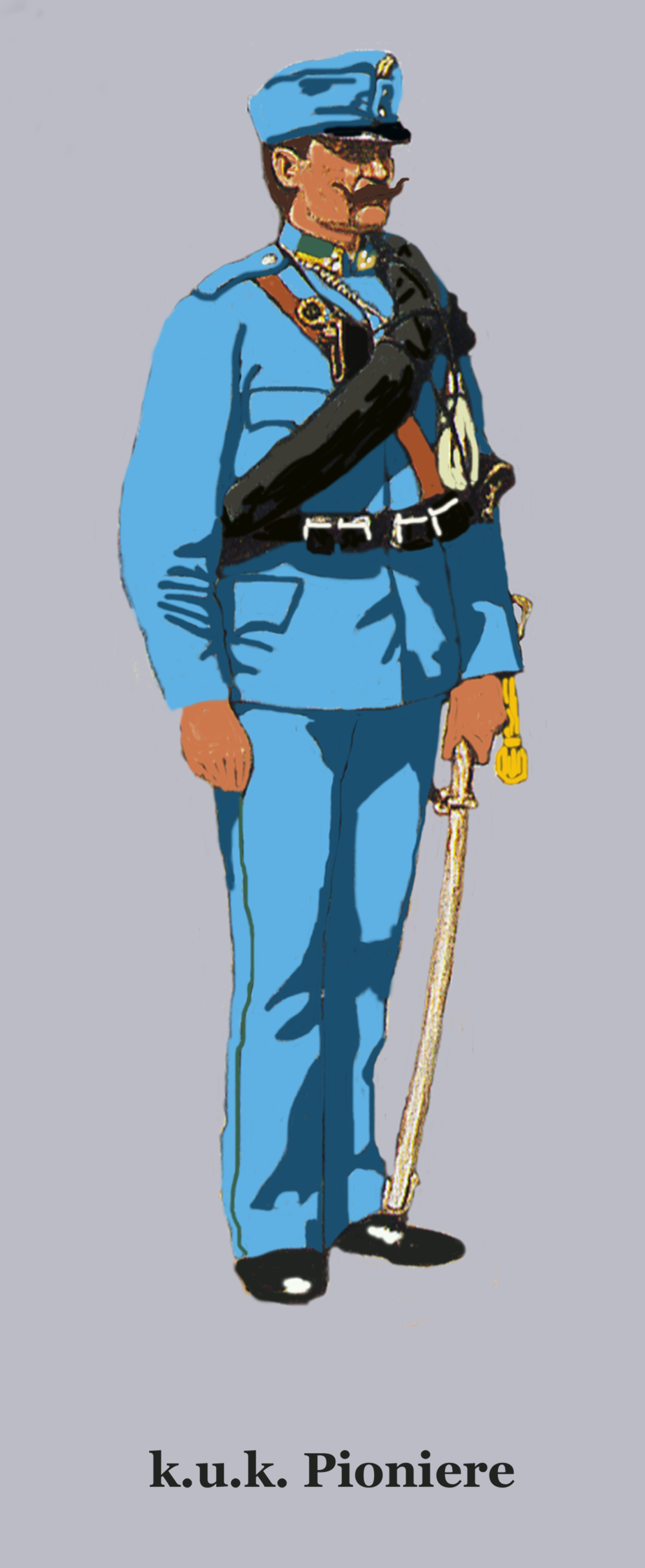
Фельдфебель в маршовій уніформі
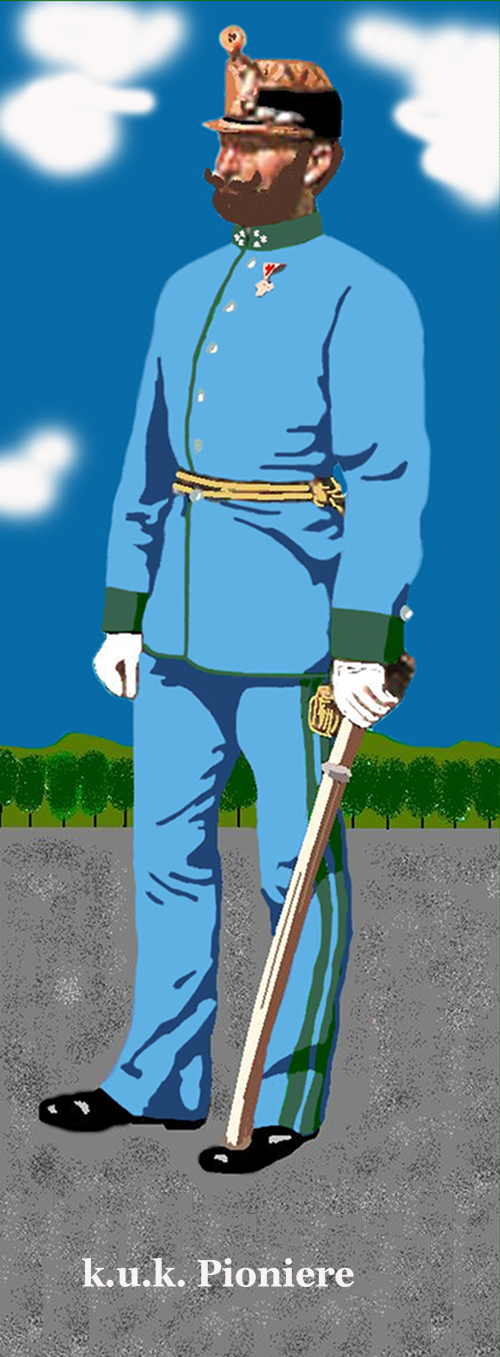
Гауптман в парадній уніформі
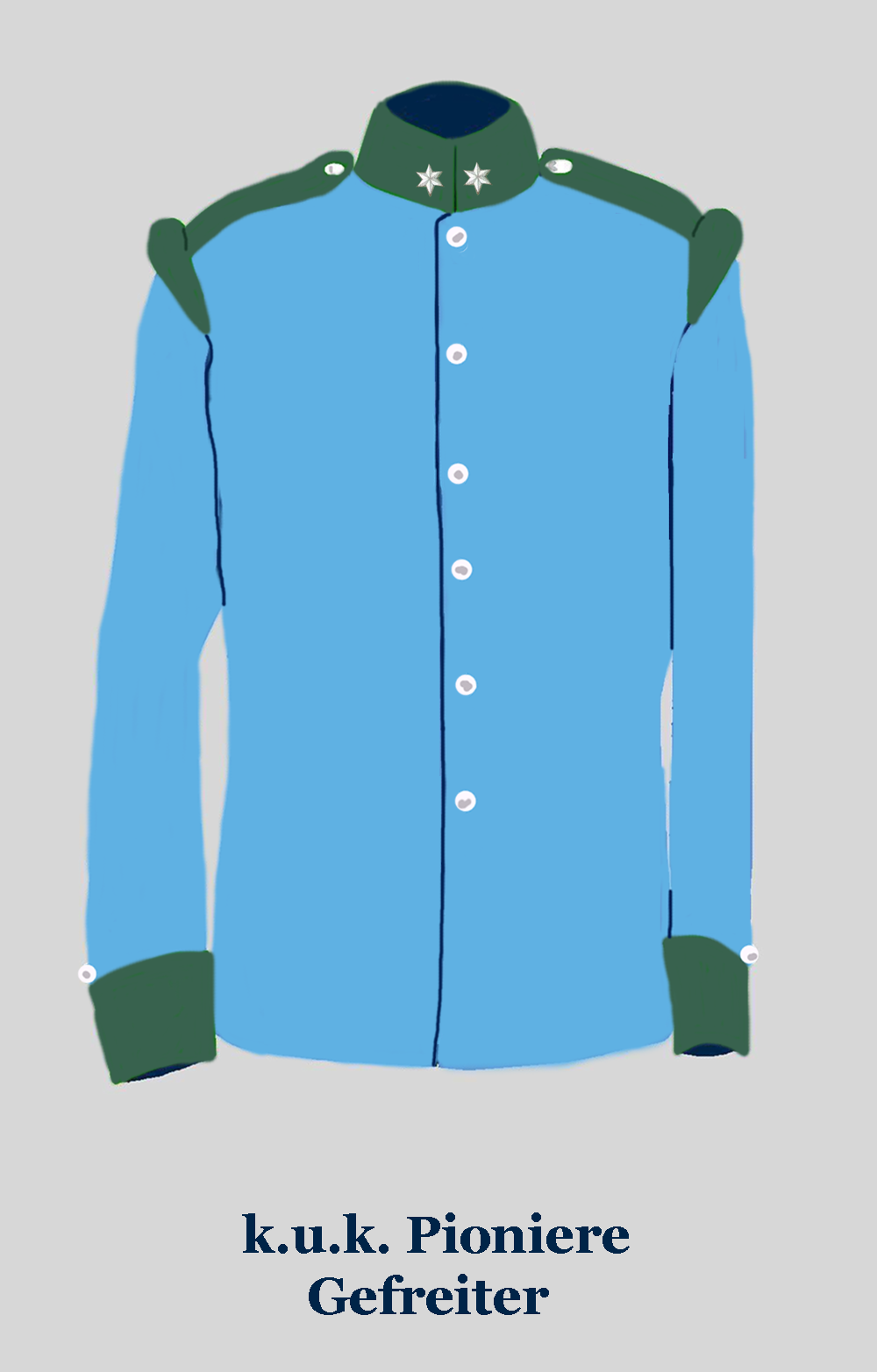
Парадний мундир єфрейтора

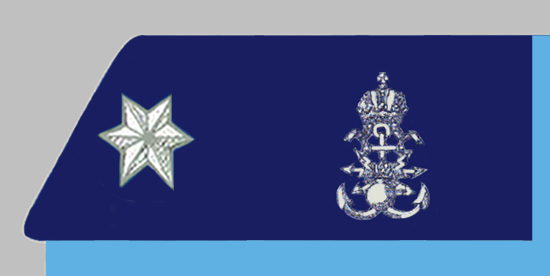
Петлиця єфрейтора піонерських військ
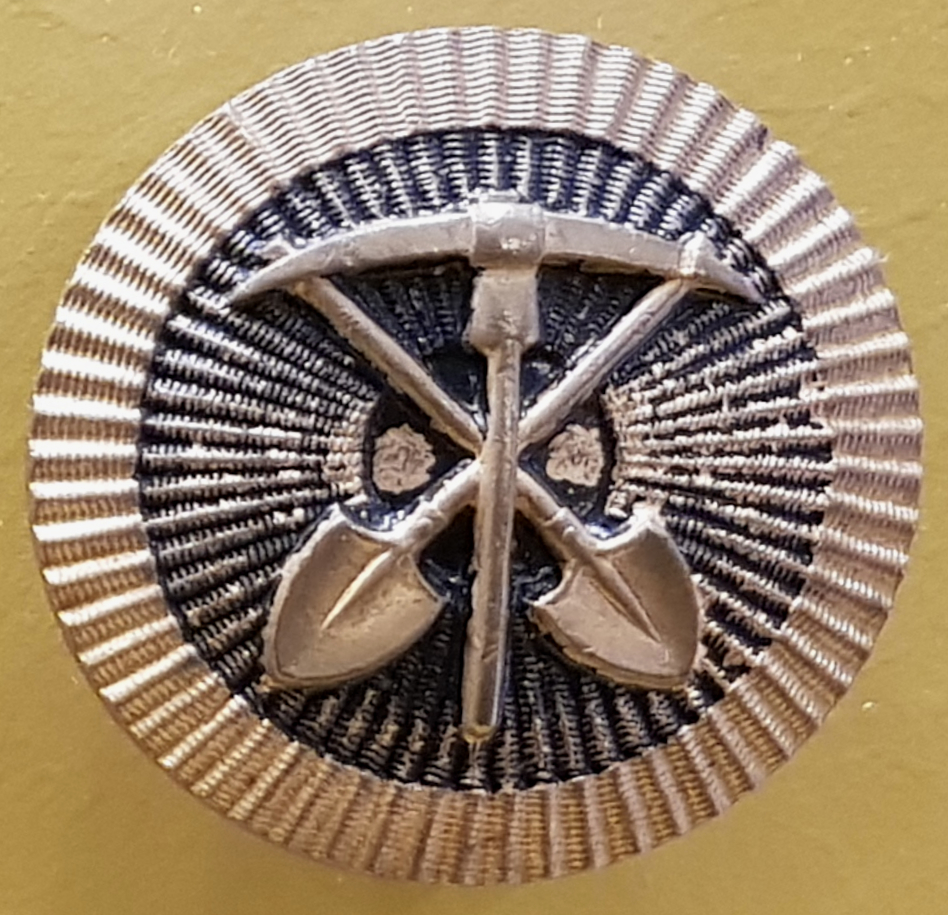
Кваліфікаційний знак піонерів. Будапештський музей
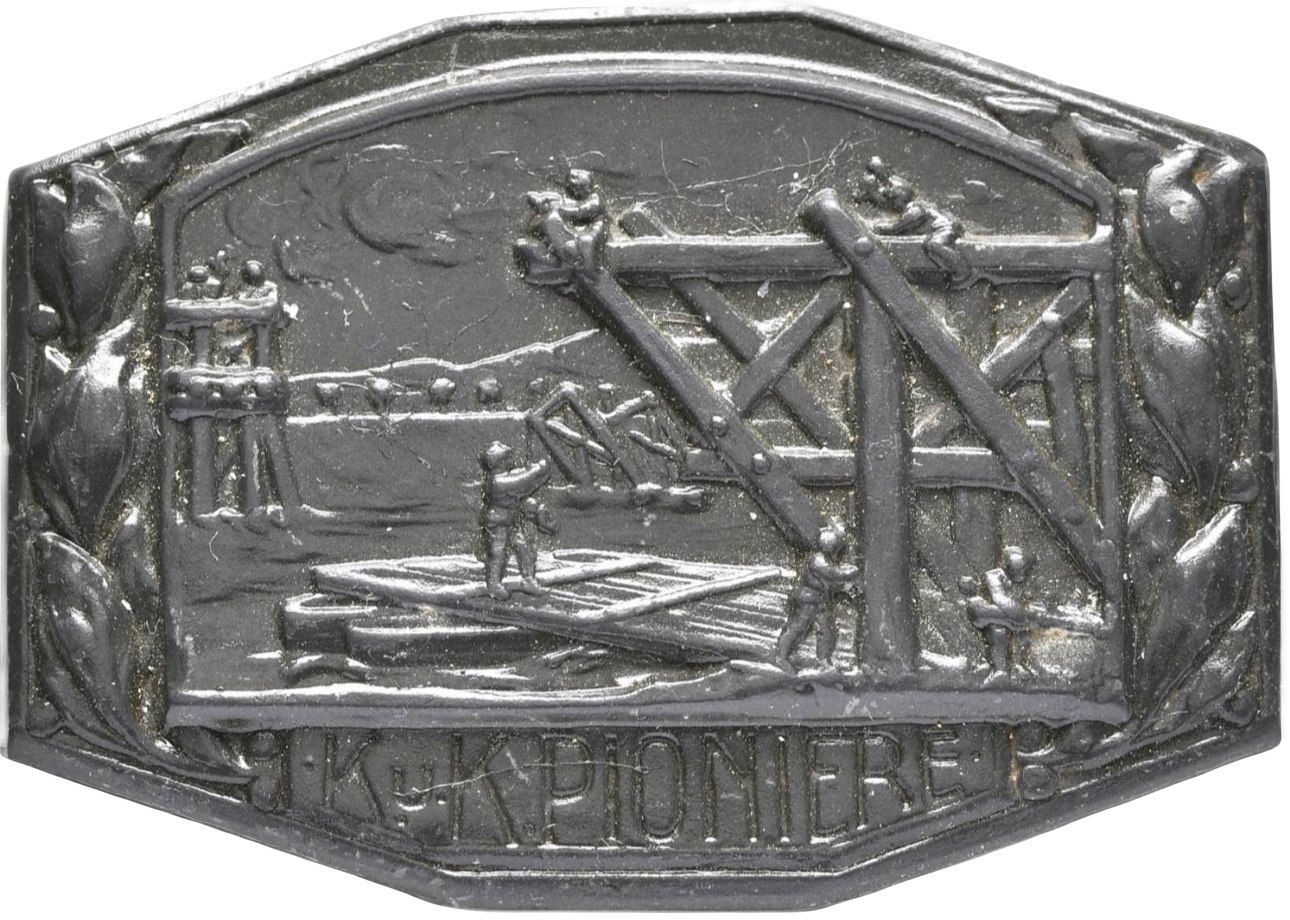
Каппен піонерського корпусу (цинк, клеймо виробника "BRÜDER SCHNEIDER, WIEN")

## Галерея

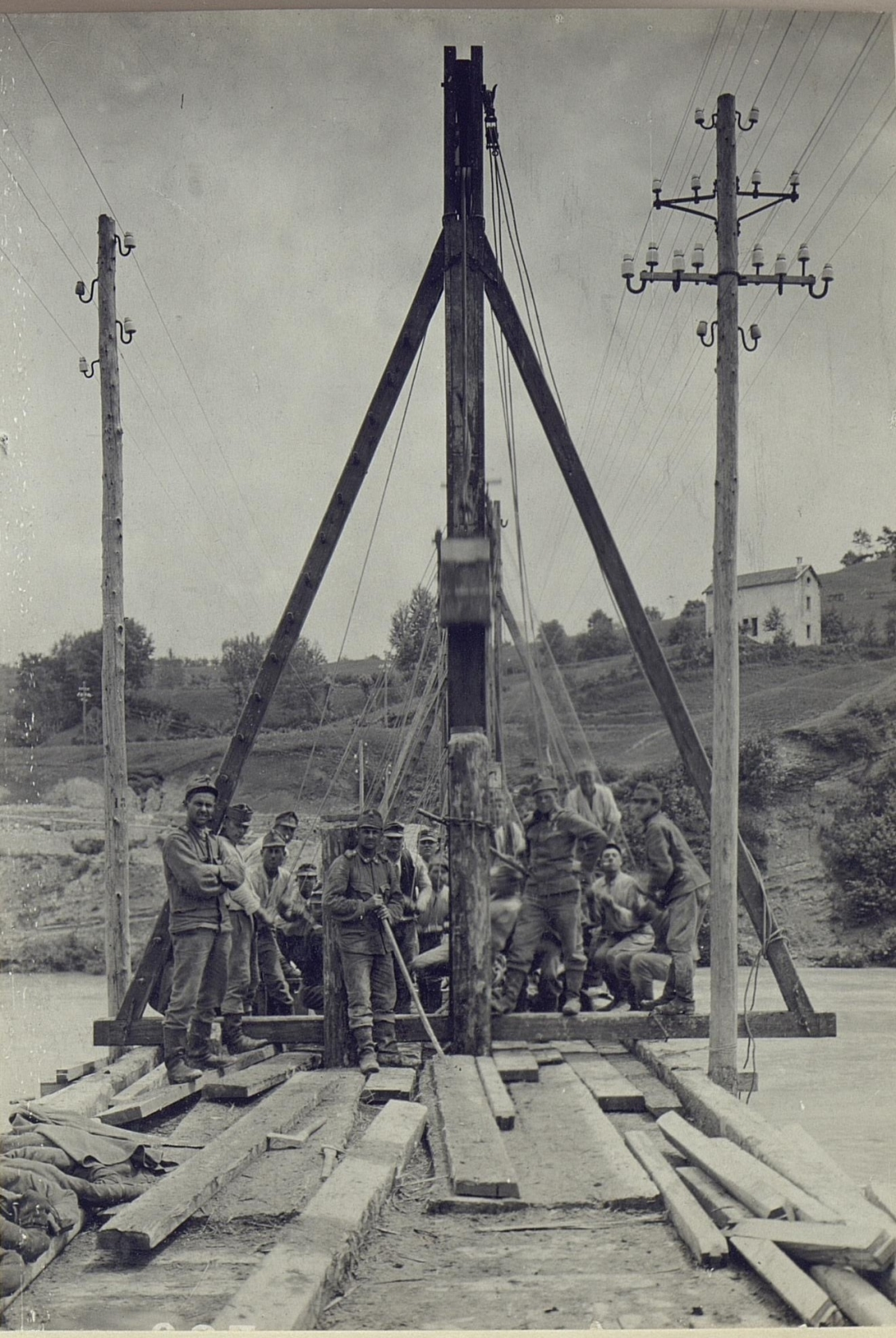
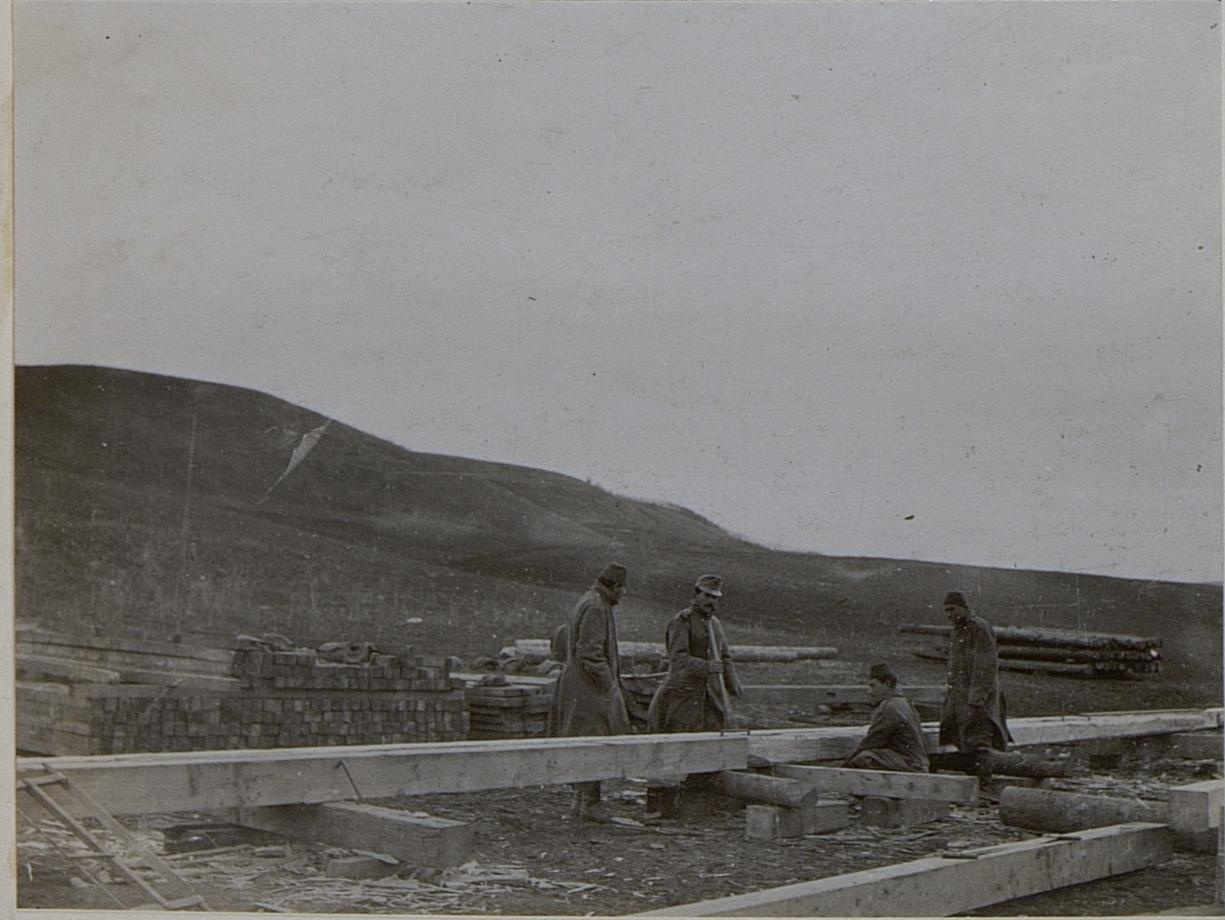
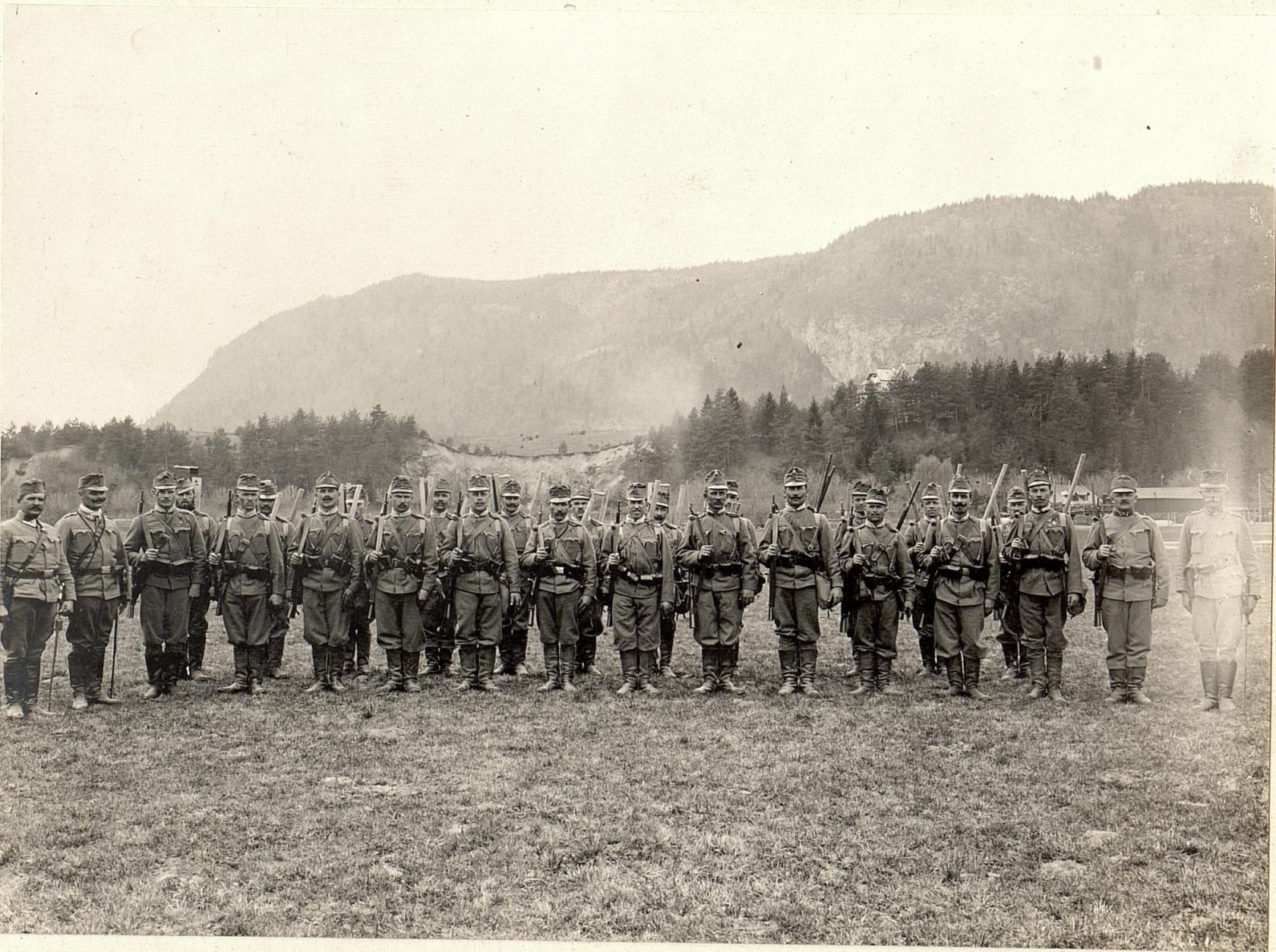
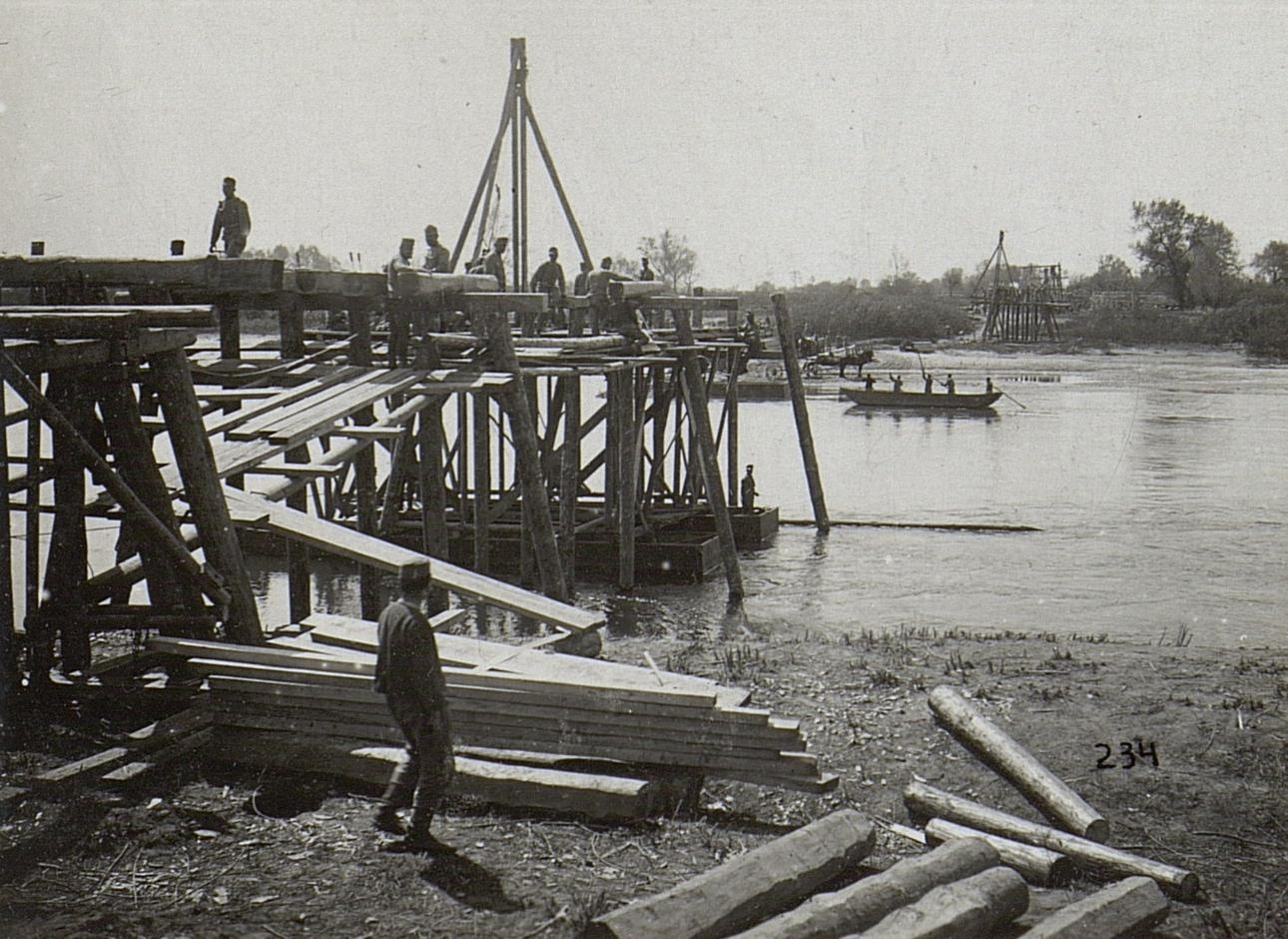
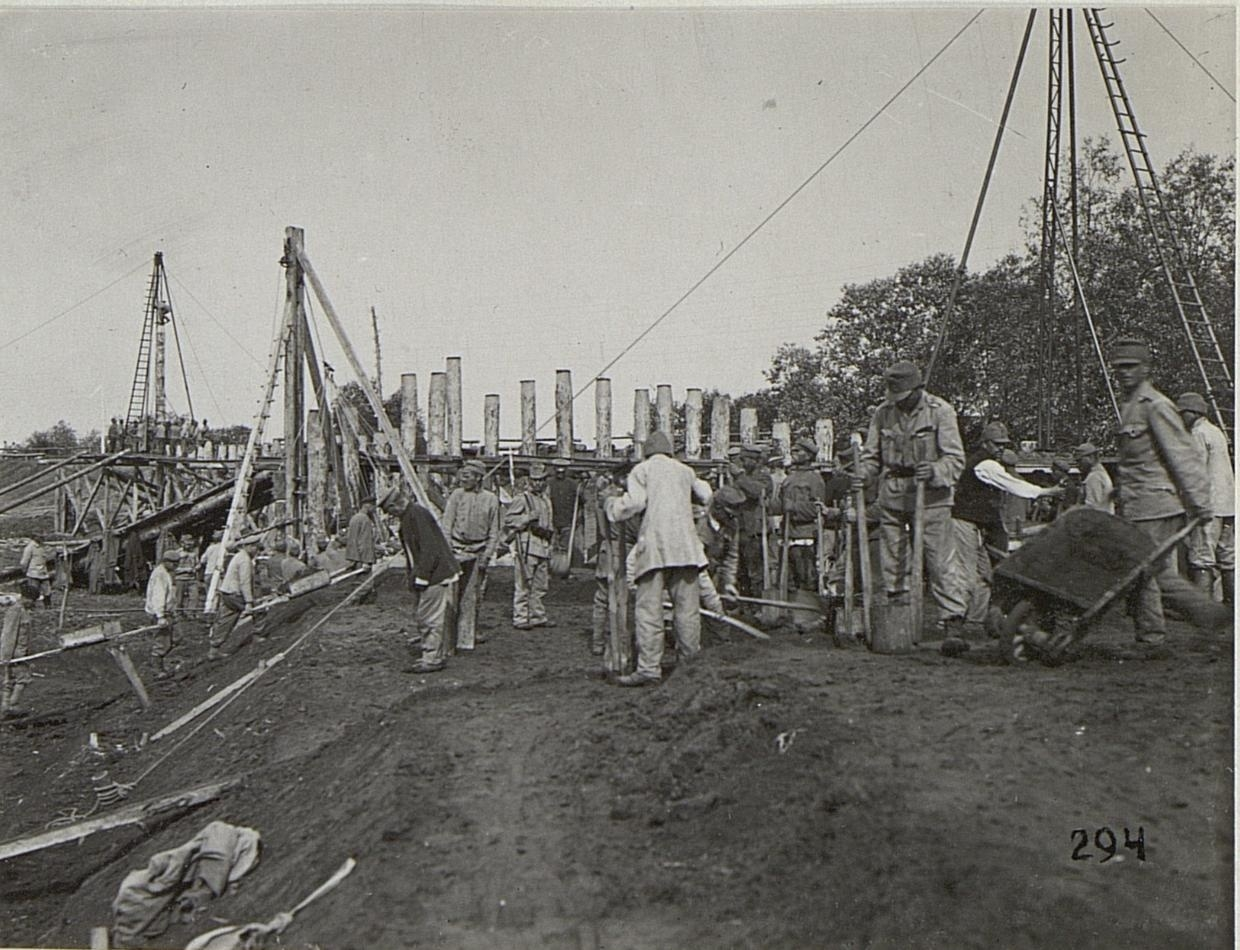
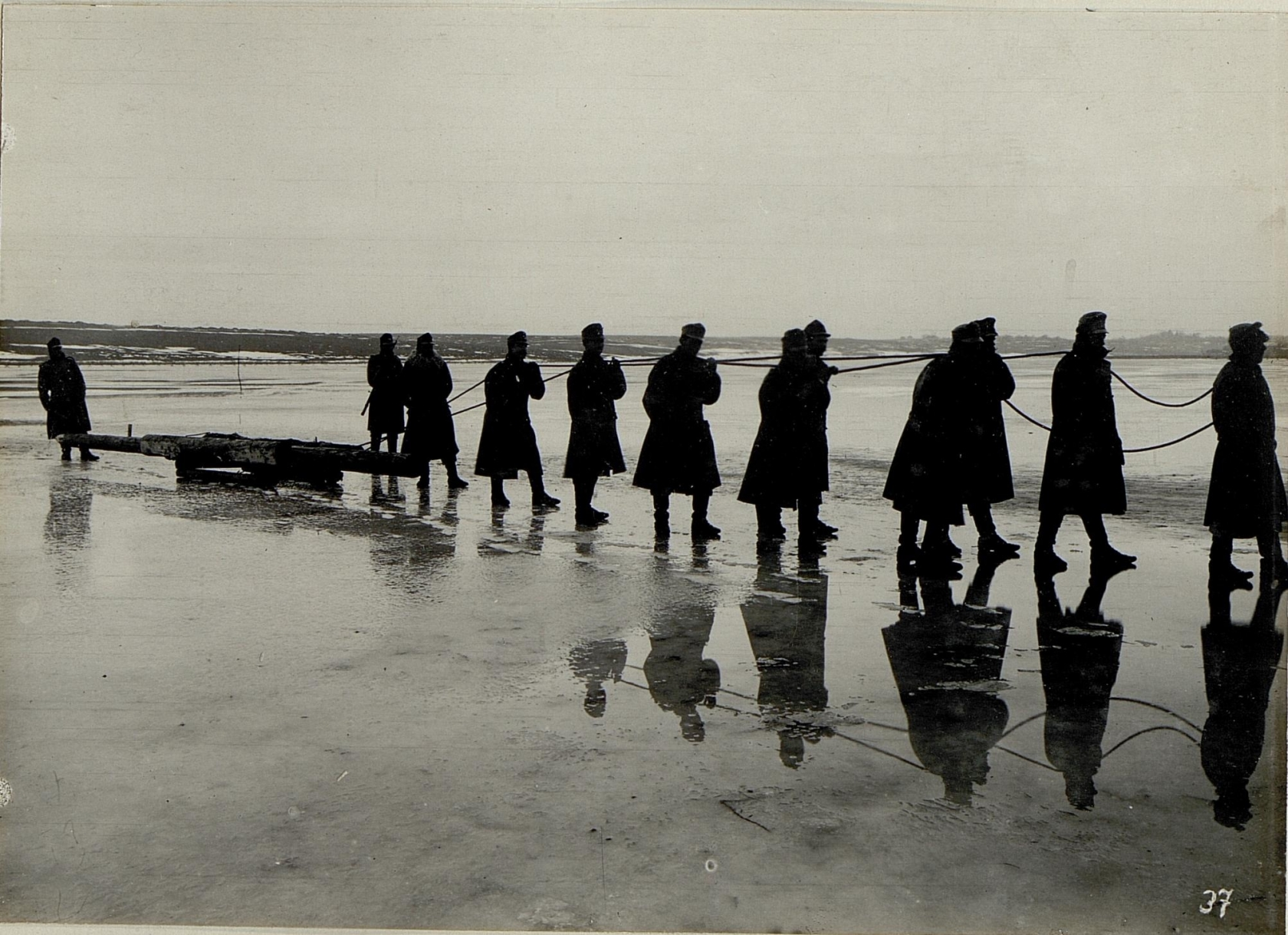
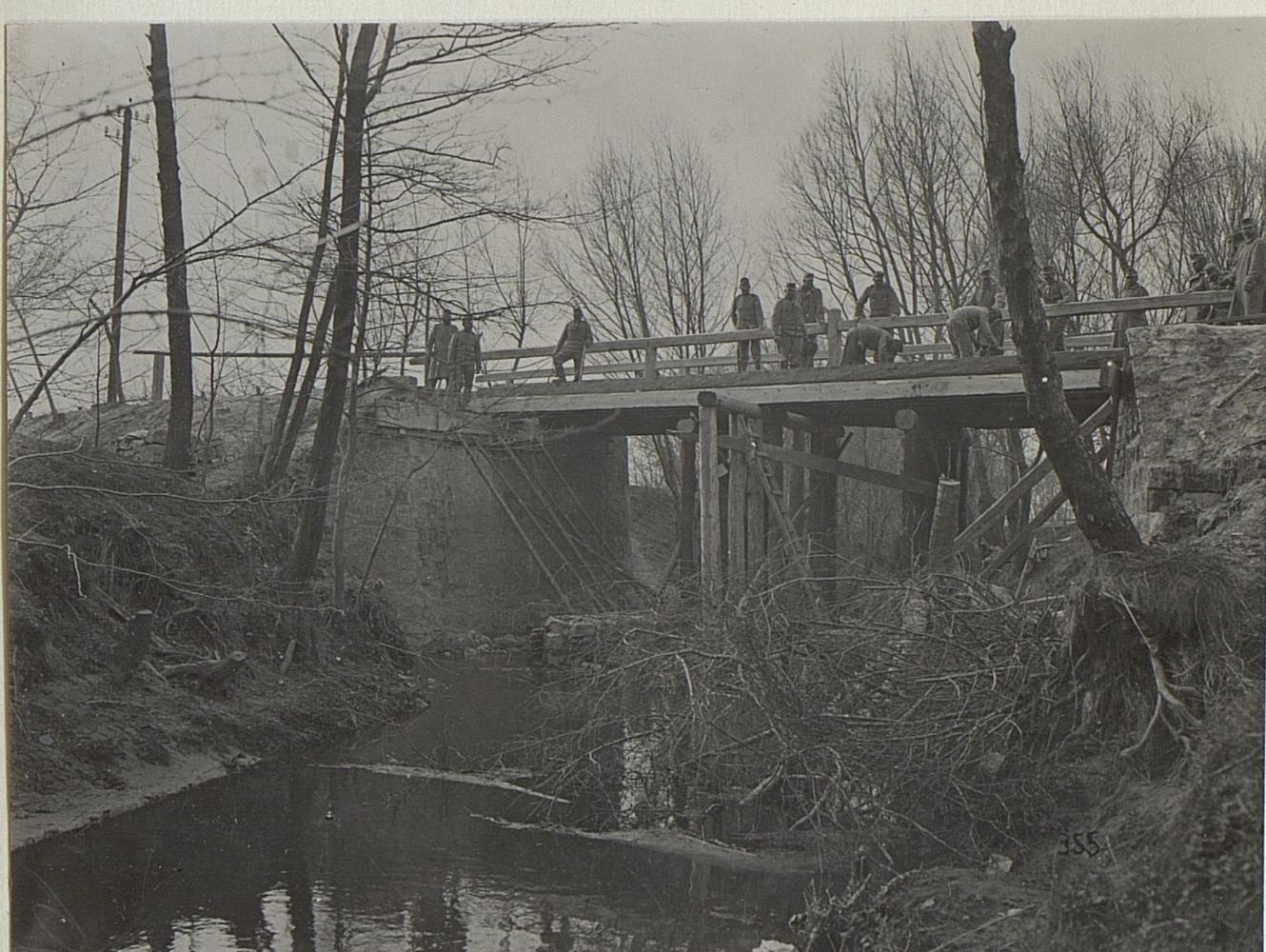
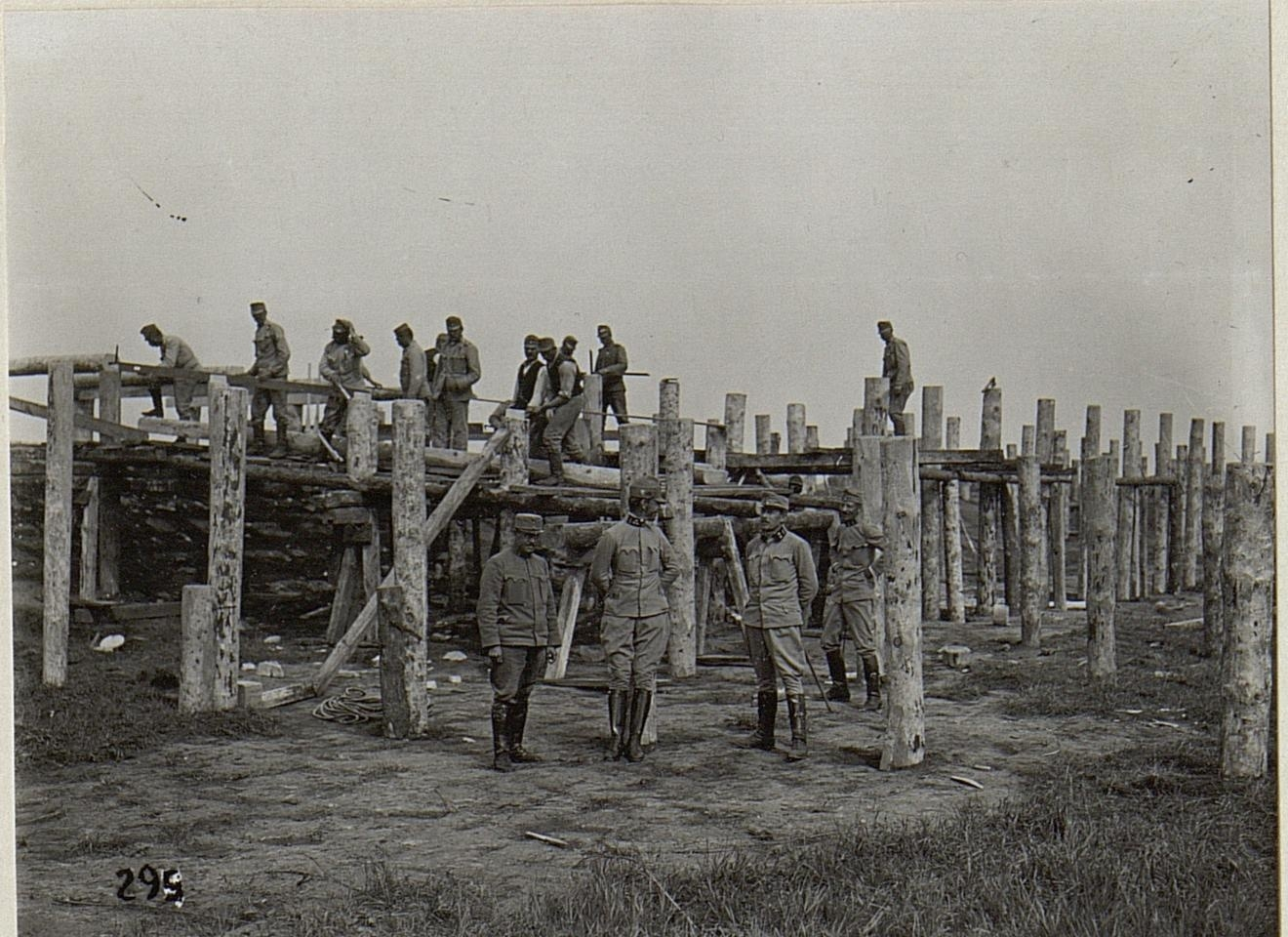
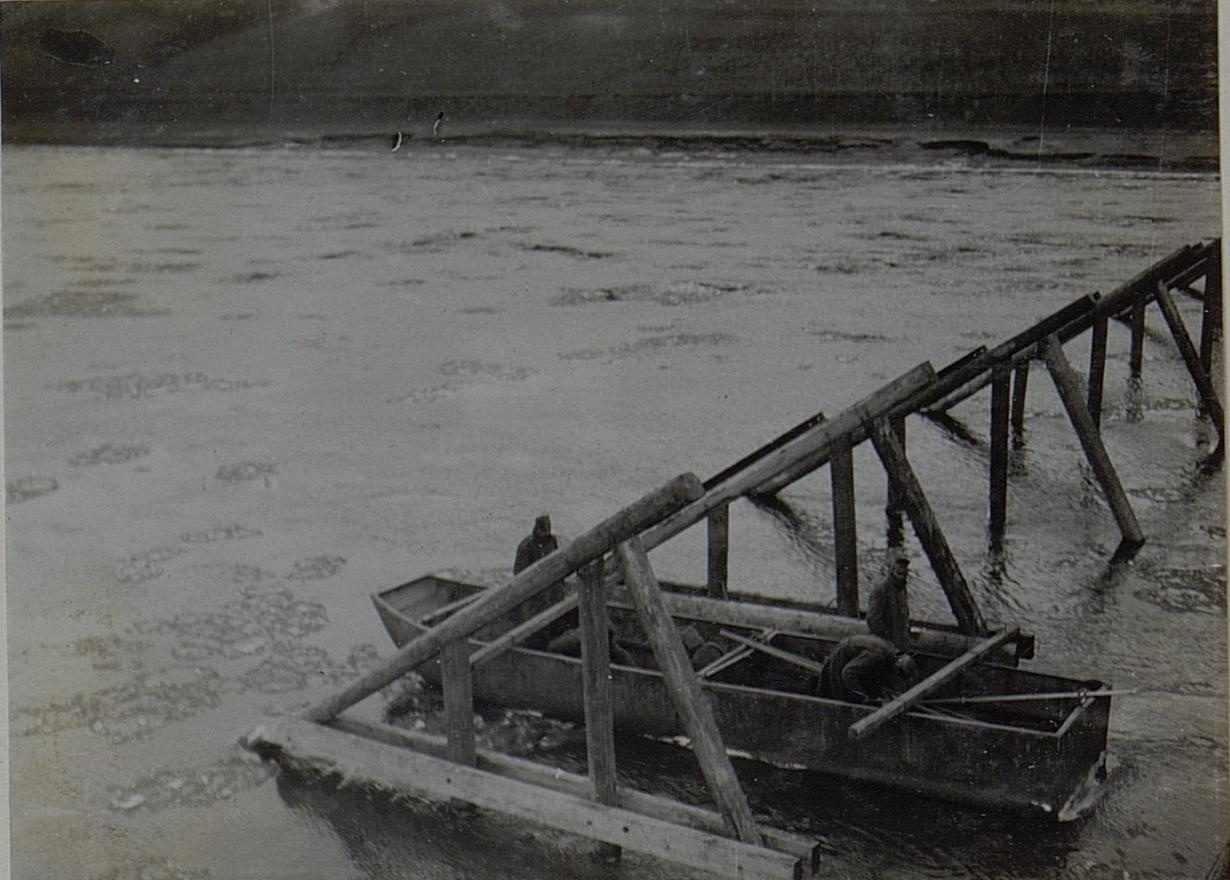
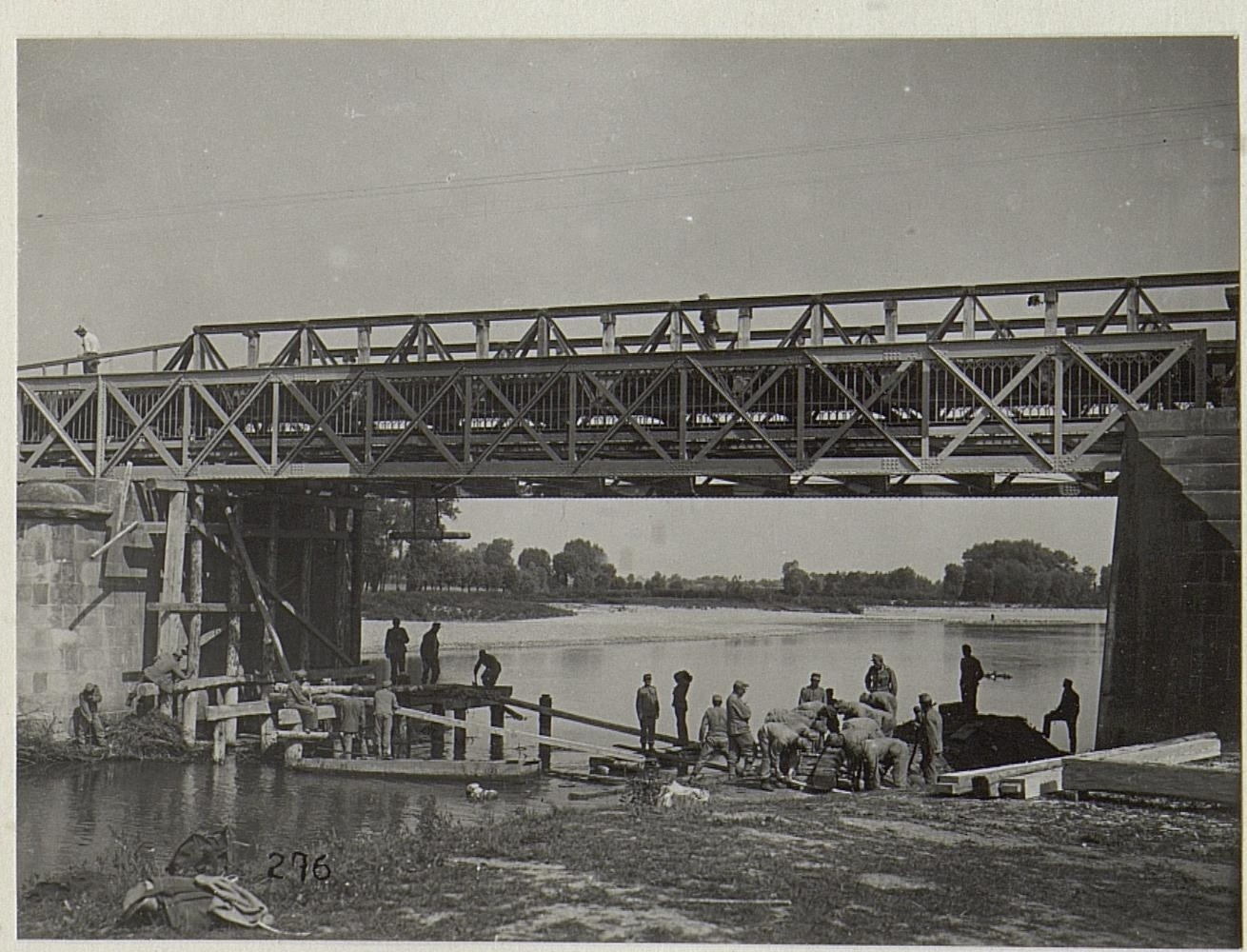